# Bodenfruchtbarkeit
Die Bodenfruchtbarkeit als Kategorie der Bodenkunde ist ein komplexer Ausdruck für alle das Pflanzenwachstum bzw. die Biomasseproduktion beeinflussenden mineralogischen, physikalischen, chemischen und biologischen Bodeneigenschaften und Prozesse. Sie ist ein Maß für die Effektivität der Wirkung der übrigen Wachstumsfaktoren am Wuchsstandort einer Pflanze, wie Relief, Klima, Wasser und aller acker- und pflanzenbaulichen Maßnahmen. Die Bodenfruchtbarkeit umfasst auch die Bodeneigenschaften, die über die Art, Intensität und Zeit (Andauer) des Stofftransportes in das Liegende unterhalb der effektiven Durchwurzelungstiefe entscheiden (off-site Umweltbelastung).

## Management der Bodenfruchtbarkeit
Kenntnisse über konstante, labile und variable leistungsbegrenzende Bodeneigenschaften lassen Aussagen über die Ertragssicherheit und witterungsbedingte Ertragsschwankungen zu. Sie sind Voraussetzung für die Ausarbeitung eines Managements zur Erhaltung, Mehrung und Ausnutzung der Bodenfruchtbarkeit sowie einer standortgerechten und umweltverträglichen Landnutzung.
In der Landwirtschaft kann eine Diversifikation der Anbausysteme zu einer Förderung der Bodenfruchtbarkeit führen.

## Analysemethoden der Bodenfruchtbarkeit
Mineralogische, morphologische, mikromorphologische, geohydraulische und bodenmechanische, -hydrologische, -mikrometeorologische Untersuchungsmethoden und -verfahren sowie Stoff-Transportsimulationen in der ungesättigten und gesättigten Zone werden zur Bestimmung von Wertebereichen der Bodenfruchtbarkeitseigenschaften angewandt (Indikatorsystem).

## Genese der ökologischen Funktionen der Böden
Die Bodenfruchtbarkeit ist unabhängig von ihrer Komplexität, ihrer Stellung nach in einem Schema der partialkomplexbezogenen Prozessstrukturen der Biomassebildung sowie nach Ziel, Gegenstand und Methoden der Untersuchungen, ein Begriff der Bodenkunde. Sie bezieht sich nicht auf die am Wuchsstandort insgesamt wirkenden Faktoren der Biomasseproduktion.

Genese der ökologischen Funktionen der Böden

Nach dem synökologischen (= alle Umweltfaktoren berücksichtigenden) Forschungsansatz werden Stellung und Bedeutung des Bodens als Teil einer Biogeozönose bzw. auf Ebene des Ökosystems untersucht. Das heißt: Flora und Fauna werden – als „Partner“ des Erdbodens begriffen – in die Analyse einbezogen. Dabei erarbeitet man als Analyse-Resultate einerseits eine effektive Bodenfruchtbarkeit, andererseits eine potentielle Bodenfruchtbarkeit, die als Idealzustand betrachtet werden kann.
Die Beziehungen zwischen Klima und Bodenfruchtbarkeit, die klimaabhängige Genese und Dynamik der bodenfruchtbarkeitsbestimmenden Eigenschaften, sind Gegenstände der Agrarmeteorologie.
Zur Bodenverbesserung gibt es kommerzielle Substanzen wie u. a. Dünger. Es gibt eine Vielfalt von Gegenmaßnahmen, die der Versalzung des Bodens und dem Verlust an Bodenfruchtbarkeit entgegenwirken. Z. B. wurde in der kanadischen Stadt Greater Sudbury säckeweise Kalk ausgebracht, um den Boden, der durch den jahrzehntelangen Einfluss sauren Regens einer Mondlandschaft glich, wieder fruchtbar zu machen. In der Landwirtschaft sind mehrere Methoden, wie die Fruchtwechselwirtschaft, bekannt, um die Bodenfruchtbarkeit zu verbessern. Zudem werden auch thermische Verfahren (zum Beispiel das Dämpfen (Bodendesinfektion) mit Heißdampf) eingesetzt, um kranke Böden zu sanieren und durch die Freisetzung blockierter Nährstoffe diese wieder zu beleben.